# Sportinwest Krzywy Róg
Sportinwest Krzywy Róg (ukr. Футбольний клуб «Спортiнвест» Кривий Ріг, Futbolnyj Kłub "Sportinwest" Krywyj Rih) – ukraiński klub piłkarski z siedzibą w Krzywym Rogu w obwodzie dniepropietrowskim.

## Historia
Chronologia nazw:
- ???—1996: Sportinwest Krzywy Róg (ukr. «Спортiнвест» Кривий Ріг)

Piłkarska drużyna Sportinwest została założona w mieście Krzywy Róg.
Zespół występował tylko w rozgrywkach Mistrzostw i Pucharu obwodu dniepropietrowskiego.
Dopiero w sezonie 1994/95 debiutował w Amatorskiej Ligi, strefie 4, w której zajął pierwsze miejsce. 
4 czerwca 1995 amatorski zespół połączył się z profesjonalnym klubem Sirius Krzywy Róg, który przekazał swoje miejsce w lidze i piłkarzy. Dzięki takiej fuzji w sezonie 1995/96 debiutował w Drugiej Lidze, Grupie B, w której zajął 17 miejsce. Jednak w następnym sezonie nie przystąpił do rozgrywek na szczeblu profesjonalnym. Swoje miejsce w lidze i piłkarzy przekazał klubowi Nywa Berszad. Klub przestał istnieć.

## Sukcesy
- 17 miejsce w Drugiej Lidze, Grupie B:

1995/96
- Mistrz Amatorskiej Ligi, strefy 4:

1994/95

## Inne
- Nywa Berszad
- Sirius Krzywy Róg